# Västerviksblockad
Västerviksblockad, eller Paracervikalblockad (PCB), ges i samband med förlossning för att bedöva nerverna kring livmoderhalsen. Det är en spruta med lokalbedövningsmedel som förs in i vaginan varpå det bedövande medlet sprutas in i området kring livmodertappen. Effekten varar blott i cirka 1 till 1,5 timme och ger endast smärtlindring under öppningsskedet av förlossningen. En fördel med PCB är att den börjar verka i princip omgående och inte kan få förlossningsförloppet att avstanna som en ryggbedövning kan. Nackdelen med denna metod är just att bedövningen verkar under en begränsad tid, samt att den inte verkar i ändtarmen, slidan eller bäckenbotten.